# Początkowy prąd zwarciowy
Początkowy prąd zwarciowy – wartość skuteczna składowej okresowej prądu zwarciowego w pierwszej chwili zwarcia.
Podstawowy wzór służący do obliczenia symetrycznego, początkowego prądu zwarcia trójfazowego ma postać:
{\displaystyle I_{K}^{''}={\frac {cU_{n}}{{\sqrt {3}}Z_{K}}},}
gdzie:
{\displaystyle U_{n}} – napięcie znamionowe sieci na poziomie którego doszło do zwarcia,
{\displaystyle Z_{K}} – zastępcza zwarciowa impedancja (domyślnie dla sieci składowej symetrycznej),
{\displaystyle c} – współczynnik korekcyjny zastępczej siły elektromotorycznej obwodu zwarciowego.
Wartość ta odgrywa ważną rolę w obliczeniach zwarciowych i jest jedną z wielkości charakteryzujących zwarcie. Analogiczną definicję wprowadza się dla miejsca zwarcia. Wartość skuteczna składowej okresowej prądu zwarcia w pierwszej chwili zwarcia jest nazywana początkowym prądem zwarcia.
Na podstawie wartości początkowego prądu zwarciowego, wyznacza się pozostałe wielkości charakteryzujące przebieg prądu zwarciowego (wielkości zwarciowe).
W zależności od przeznaczenia obliczeń zwarciowych wyznacza się:
- Największy spodziewany prąd zwarciowy początkowy {\displaystyle I_{K}^{''}} – który stanowi podstawę doboru obciążalności zwarciowej urządzeń.
- Najmniejszy spodziewany prąd zwarciowy początkowy {\displaystyle I_{Kmin}^{''}} – obliczany w celu sprawdzenia czułości zabezpieczeń, np. dla sprawdzenia czy „samoczynne wyłączanie zasilania” dla celów ochrony przeciwporażeniowej następuje w wymaganym czasie.

W przypadku największej spodziewanej wartości początkowego prądu zwarcia oblicza się inne parametry charakteryzujące przebieg prądu zwarciowego (Prąd zwarciowy udarowy, prąd zwarciowy zastępczy cieplny). Natomiast w drugim przypadku zazwyczaj wystarcza wyznaczenie najmniejszego spodziewanego prądu zwarciowego początkowego. Mówiąc o prądzie zwarciowym początkowym ma się na myśli największy spodziewany prąd zwarciowy początkowy, a jeżeli chodzi o najmniejszy spodziewany prąd zwarciowy początkowy, należy to wyraźnie podkreślić.

## Dobór współczynnika korekcyjnego
Współczynnik korekcyjny zastępczej siły elektromotorycznej obwodu zwarciowego {\displaystyle c} stanowi podstawę obliczania prądu zwarcia trójfazowego. Wartość współczynnika dobierana jest w zależności od napięcia znamionowego sieci, w której rozważa się zwarcie oraz od tego, czy chodzi o maksymalny czy minimalny prąd zwarcia. Jego wartości wynoszą:
- dla napięcia znamionowego {\displaystyle U_{n}} wynoszącego 400V lub 230V:
  - {\displaystyle c_{min}=0{,}95;}
  - {\displaystyle c_{max}=1;}
- dla niskiego napięcia znamionowego {\displaystyle U_{n}} innego niż 400 V lub 230 V:
  - {\displaystyle c_{min}=1;}
  - {\displaystyle c_{max}=1{,}05;}
- dla wysokiego napięcia:
  - {\displaystyle c_{min}=1{,}05;}
  - {\displaystyle c_{max}=1{,}1;}